# PCMCIA
L' Associació Internacional de targetes de memòria d'ordinadors personals (PCMCIA ) va ser un grup de fabricants de maquinari informàtic, que va operar amb aquest nom des de 1989 fins a 2009. Començant amb la targeta PCMCIA l'any 1990 (el nom més tard simplificat a PC Card ), va crear diversos estàndards per a interfícies perifèriques dissenyades per a ordinadors portàtils.

## Història

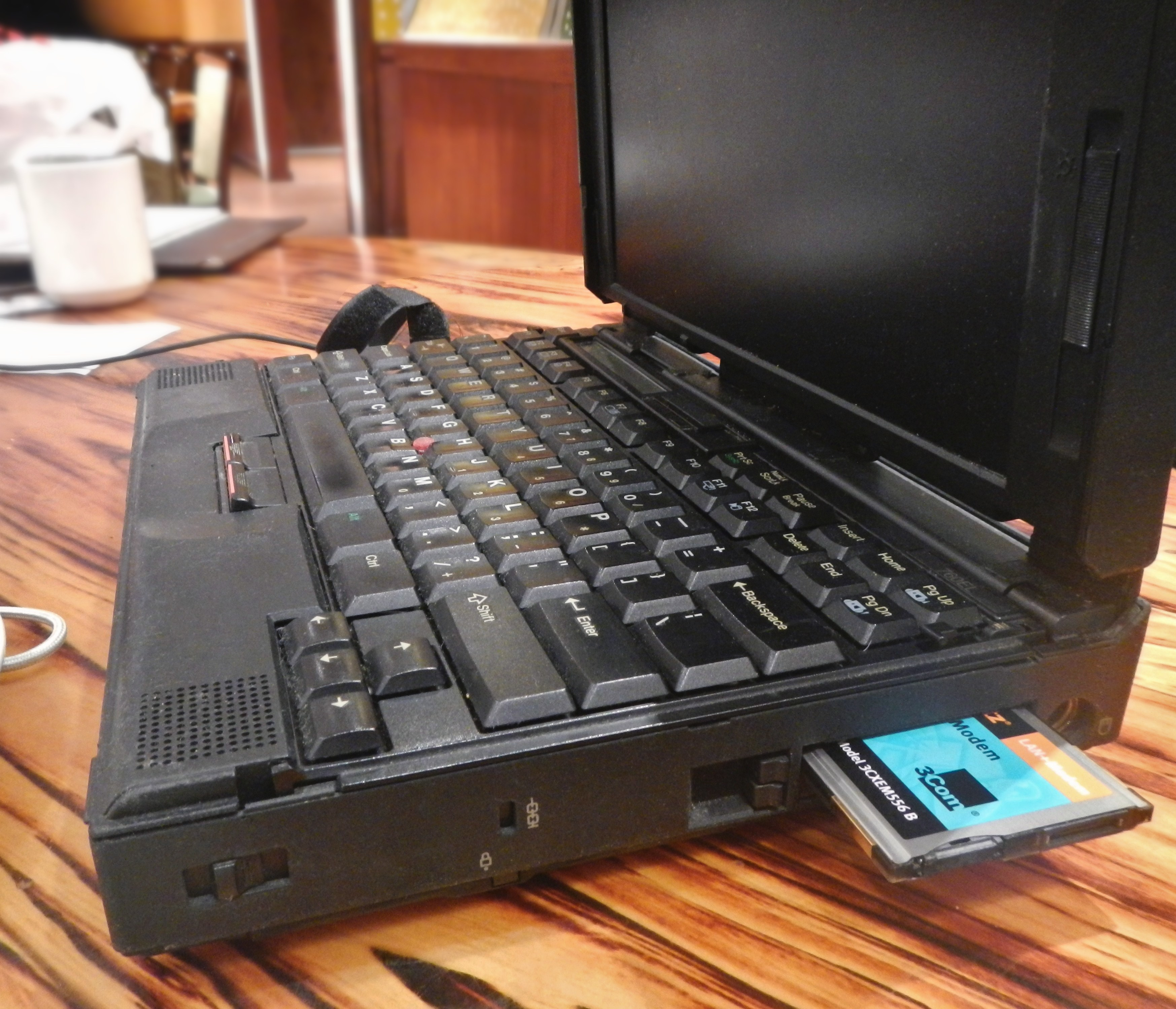
Una targeta 3Com Ethernet en un IBM ThinkPad 760

L'organització de la indústria PCMCIA (Personal Computer Memory Card International Association) es va basar en la iniciativa original del matemàtic i informàtic britànic Ian HS Cullimore, un dels fundadors de la Poqet Computer Corporation amb seu a Sunnyvale, que va ser buscaven integrar algun tipus de tecnologia de targetes de memòria com a mitjà d'emmagatzematge als seus primers ordinadors palmtop basats en DOS, quan es va trobar que les unitats de disquet i els discs durs tradicionals eren massa consumits i grans per cabre en els seus dispositius de mà alimentats amb bateria. Quan el juliol de 1989, Poqet va contactar amb Fujitsu per les seves targetes de memòria SRAM existents però encara no estandarditzades, i Intel per la seva tecnologia flaix, la necessitat i el potencial d'establir un estàndard de targetes de memòria a tot el món es va fer evident per a les parts implicades. . Això va portar a la fundació de l'organització PCMCIA el setembre de 1989.
A principis de 1990, una trentena d'empreses ja s'havien sumat a la iniciativa, incloses Poqet, Fujitsu, Intel, Mitsubishi, IBM, Lotus, Microsoft i SCM Microsystems (ara Identiv). Com a resultat d'això, es va produir una expansió en la indústria, perquè els fabricants d'ordinadors poguessin normalitzar cada màquina i també les seves capacitats. Aquest mètode permetia als usuaris seleccionar els seus propis proveïdors i també compartir perifèrics amb altres ordinadors. Originalment aquests dispositius eren principalment targetes de memòria.
PCMCIA es va fundar el 1989 amb l'objectiu d'establir estàndards per circuits integrats i promoure la compatibilitat dins dels ordinadors portàtils on solidesa, baix consum d'energia i dimensions petites són els factors més importants. A mesura que les necessitats dels usuaris han canviat, també ho fan els estàndards de les targetes dels PCs. Ja el 1991 PCMCIA havia definit una interfície I/O (entrada/sortida) per al mateix connector de 68 pins, que inicialment s'utilitzava a les targetes de memòria. A mesura que els dissenyadors s'adonaven de la necessitat d'un microprogramari comú perquè augmentés la compatibilitat de dispositius, es van anar afegint primer les especificacions de serveis de socket, seguits dels serveis d'especificació de targeta. L'associació es va dissoldre l'any 2009 i la seva activitat la va passar a gestionar el Fòrum d'Implementadors de USB.

## PC Card

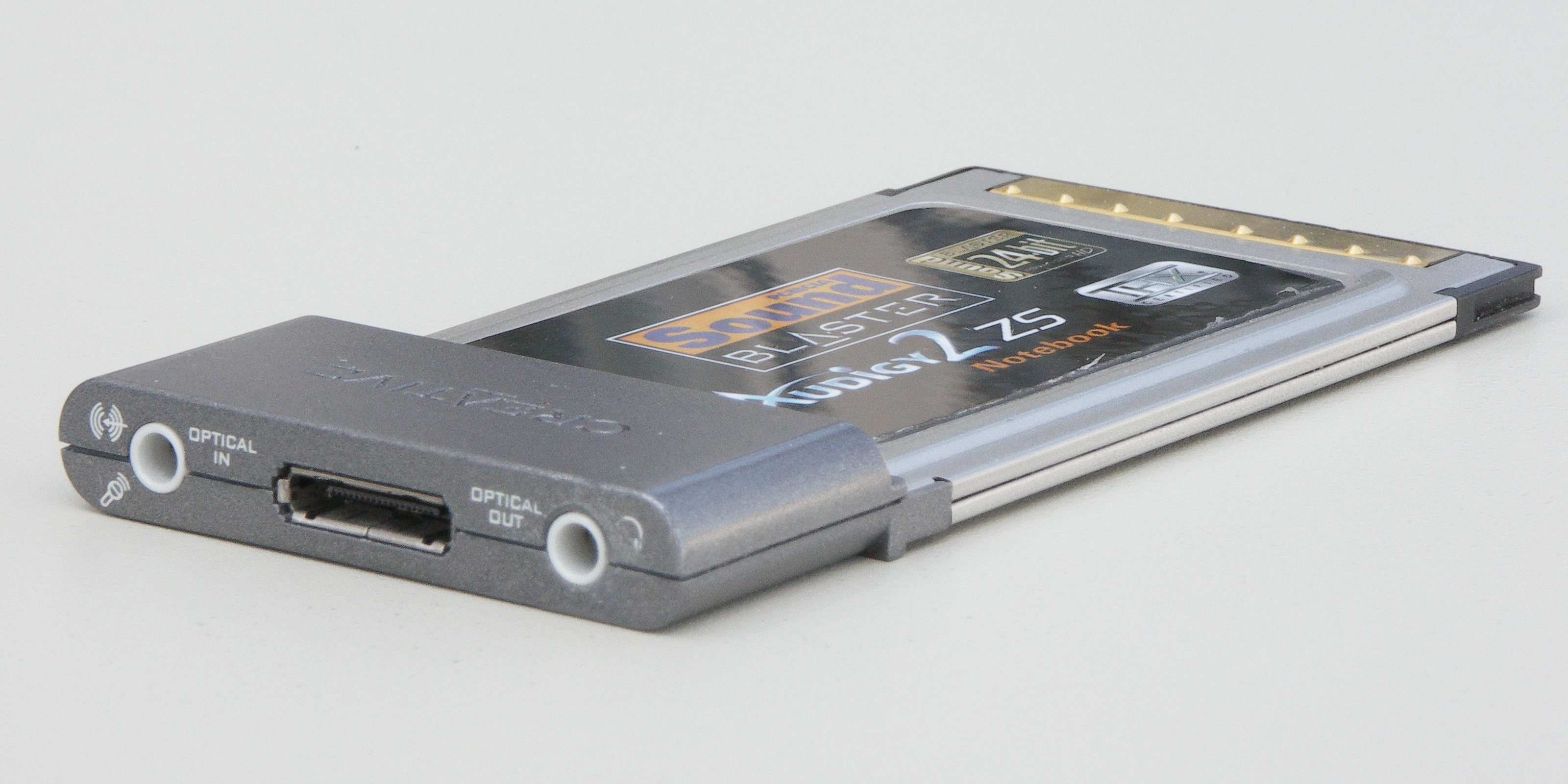
Exemple de PC Card

És un dispositiu similar a una targeta de crèdit (més gruixuda), que s'insereix a la ranura especial de l'ordinador. Normalment, els ordinadors portàtils, porten aquest tipus de ranures, a pesar que existeixen també alguns lectors externs de targetes PCMCIA que poden connectar a un ordinador de sobretaula. Aquests lectors es connecten al port sèrie o paral·lel de l'ordinador, i un cop instal·lades funcionen igual que en un ordinador portàtil.
Les plaques base dels ordinadors porten un bus (conjunts de connexions a través del qual es comunica entre si tots els dispositius que integren un ordinador) com molts connectors o slots, on es poden inserir targetes de circuit que fan la funció de diferents funcions (per exemple, targetes de vídeo, de xarxa, etc.).
Per exemple, per instal·lar una targeta de so en un ordinador, és necessària obrir la màquina i col·locar la placa a l'slot corresponent. No obstant això, els portàtils, degut les seves reduïdes dimensions, no tenen espai suficient per albergar aquestes plaques. Per superar aquesta limitació i permetre instal·lar fàcilment nous dispositius, es van dissenyar el format de targeta PCMCIA. Una targeta PCMCIA realitza exactament la mateixa funció que la targeta de circuit, però ocupa menys espai, i a més es pot inserir o extreure amb facilitat, a diferència de les plaques de circuit dels ordinadors de sobretaula.

## Evolució de les targetes PC Card
Amb el pas dels anys, PCMCIA, es va adonar de la necessitat d'introduir noves aplicacions a les seves targetes, per oferir als usuaris una major velocitat en xarxa a altes velocitats o més aplicacions multimèdia. Juntament amb els increments de velocitat, PCMCIA ha continuat agregant especificacions per augmentar la compatibilitat i permetre que altres dispositius puguin accedir a aquesta tecnologia. Des d'aquesta perspectiva van anar apareixent diferents evolucions de la primera targeta, coneguda com a PCMCIA. Per exemple, PC Card, CardBus i Express Card.
Avui dia, PCMCIA, promou la inter-operabilitat de les targetes de PC, no només en ordinadors portàtils, sinó també en diferents productes com càmeres digitals, televiso per cable, automòbils i telefonia mòbil.

## Obsolescència
A partir del 2023, PCMCIA ara s'utilitza poc en el maquinari nou, amb la majoria de dispositius extraïbles que utilitzen USB. El projecte del nucli de Linux s'està movent ara cap a l'eliminació dels controladors PCMCIA obsolets del nucli de la línia principal.

## Descendents i variants
La interfície ha donat origen a una nova generació de memòries flash que van millorar la mida i característiques de les targetes del Tipus I, com ara la CompactFlash,  MiniCard i SmartMedia. Per exemple, l'especificació elèctrica de la PC Card és usada també per la CompactFlash, llavors l'adaptador PC Card-CompactFlash només necessita adaptar el socket.
La ExpressCard és un estàndard de la PCMCIA, ideat per a substituir a la PC Card, construït sobre la base del bus PCI Express i l'estàndard USB 2.0. L'estàndard de la PC Card està tancat per futur desenvolupament i la PCMCIA apunta al projecte ExpressCard. Des de 2007, la majoria de les computadores portàtils venen només amb ranures ExpressCard o amb cap (deixant lloc a ports USB i Firewire únicament). Només els models  Thinkpad T60  i  Thinkpad Z60m  de Lenovo, entre d'altres, venen amb slots tant CardBus com ExpressCard.
Els slots ExpressCard i CardBus sockets són física i electrònicament incompatibles. Però malgrat això, hi ha adaptadors. No obstant això, Duel Systems va desenvolupar un adaptador universal que s'adapta tant físicament com electrònicament als dispositius PC Card i CardBus per operar en ranures ExpressCard . Duel Systems va desenvolupar també un adaptador ExpressCard-CardBus, limitat a dispositius ExpressCard basats en USB .

## Card Information Structure
La Card Information Structure  (CIS) és la informació sobre el format i l'organització de les dades en una PC Card. La CIS també conté informació sobre:
- El tipus.
- Subministrament d'energia suportat.
- Tipus d'estalvi d'energia suportat.
- Fabricant.
- Nombre de model.

Quan una targeta és irrecognoscible es deu al fet que la informació en la CIS està perduda o danyada.